# Razvan Stoica
Razvan Stoica (auch Răzvan Friedman Stoica; * 8. Juni 1986 in Bukarest) ist ein rumänischer Geiger. Er lebt in den Niederlanden.

## Leben und Karriere
Razvan Stoica entstammt einer Musikerfamilie und erhielt mit fünf Jahren den ersten Violinunterricht bei seinem Vater. Mit elf Jahren wurde er als damals jüngster Schüler am Konservatorium in Bukarest (heute Nationale Musikuniversität Bukarest) in die Klasse von Modest Iftinchi aufgenommen. Nach seinem Abschluss in Bukarest ging er nach Amsterdam, wo er bei Ilja Grubert am Conservatorium van Amsterdam studierte. Während seines Studium besuchte er Meisterklassen bei Ivry Gitlis, Igor Oistrach, Zakhar Bron und Krzysztof Węgrzyn.
1996 gründete mit seiner Schwester, der Pianistin Andreea Stoica, das Duo Stoica. Das Duo absolvierte zahlreiche Konzerte, unter anderem im Concertgebouw in Amsterdam, im De Doelen in Rotterdam, im Konzerthaus Berlin, im Gewandhaus Leipzig und im Haus des Wiener Musikvereins. Als Solist in Konzerten und bei Recitals ist Stoica ebenfalls in renommierten Häusern aufgetreten, beispielsweise im Théâtre des Champs-Élysées in Paris, im Teatro Carlo Felice in Genua oder im Palacio de Festivales de Cantabria in Santander.
2010 gründete Stoica das niederländische Ensemble Kamerata Stradivarius, mit dem er als Solist und als Dirigent auftritt. Mit diesem Kammerorchester unternahm er Tourneen in Europa und Asien.
Als Sieger eines Wettbewerbs in Salzburg 2009 erhielt Stoica eine Stradivari aus dem Jahr 1729 als Leihgabe eines anonymen Salzburger Mäzens. Diese Stradivari spielt er bis heute (Stand 2023).

## Auszeichnungen
Nach seinem Studium in Amsterdam gewann Stoica als Geiger und im Duo mit seiner Schwester über 24 Preise bei Musikwettbewerben. Dazu zählen beispielsweise der Perosi-Wettbewerb in Lorenzo Perosis Heimatstadt Tortona und ein Duo-Wettbewerb in Bozen.
Im Oktober 2013 gewann Stoica in der Slowakei den Euroradio-Wettbewerb New Talent der Europäischen Rundfunkunion (EBU).

## Diskografie
- 2014: Capriccioso (Aliud Records) – zusammen mit Andreea Stoica als Duo Stoica
- 2014: Niccolò Paganini: 24 Caprices for Violin Solo (Aliud Records)
- 2015: A Stradivari With Passion (Le Foxx Music) – zusammen mit dem Beethoven Academy Orchestra, Dirigent Alexander Geluk
- 2015: Virtuosity & Passion (Casa Radio) – zusammen mit Andreea Stoica als Duo Stoica
- 2017: Strad Style (Universal Music Romania) – Filmmusik zum gleichnamigen Film
- 2021: Lost in translations (Romanian Broadcasting Company) – mit Andreea Stoica und der Kamerata Stradivarius

## Film
- 2017: Strad Style, Regie Stefan Avalos. Dokumentation über den autodidaktischen Geigenbauer Danny Houck in Laurelville, Ohio, der für Stoica eine meisterliche Kopie von Guarneris berühmter Violine „Il Cannone“ anfertigt.[5][6][7]